# ミハイル・ククシュキン
ミハイル・アレクサンドロヴィチ・ククシュキン（Mikhail Aleksandrovich Kukushkin, ロシア語: Михаил Александрович Кукушкин, 1987年12月26日 - ）は、カザフスタンの男子プロテニス選手。ソビエト連邦 (現ロシア領) ヴォルゴグラード生まれで、今はカザフスタンのヌルスルタンに在住している。これまでにATPツアーでシングルスで1勝を挙げている。自己最高ランキングはシングルス39位、ダブルス67位。身長183cm、体重72kg。右利き、バックハンド・ストロークは両手打ち。

## 選手経歴

### 2010年 ツアー初優勝 トップ100入り
2010年全米オープンで4大大会初出場を果たすが、1回戦で第25シードのスタニスラス・ワウリンカに敗れた。同年のサンクトペテルブルク・オープンの決勝で世界ランク9位のミハイル・ユージニーを6–3, 7–6(2)で破りATPツアー初優勝を果たした。年間最終ランキングは59位。

### 2011年 グランドスラム初勝利
2011年全仏オープン1回戦でダニエル・ブランツを破り4大大会初勝利を挙げる。2回戦で第12シードのミハイル・ユージニーに敗れた。年間最終ランキングは91位。

### 2012年 トップ50入り
2012年全豪オープンではグランドスラム自己最高の4回戦に進出した。2回戦では第19シードのビクトル・トロイツキを、3回戦で第14シードのガエル・モンフィスをそれぞれフルセットで破った。4回戦では世界ランク4位のアンディ・マリーと対戦し1-6, 1-6, 0-1の時点で棄権した。ロンドン五輪でオリンピックに初出場した。シングルス1回戦でフランスのジル・シモンに4–6, 2–6で敗れた。年間最終ランキングは107位。

### 2014年 デビス杯ベスト8
2014年スイス・インドアでは1回戦で世界ランク4位のスタン・ワウリンカに6-4, 6-7(1), 6-3で勝利した。年間最終ランキングは70位。

### 2016年

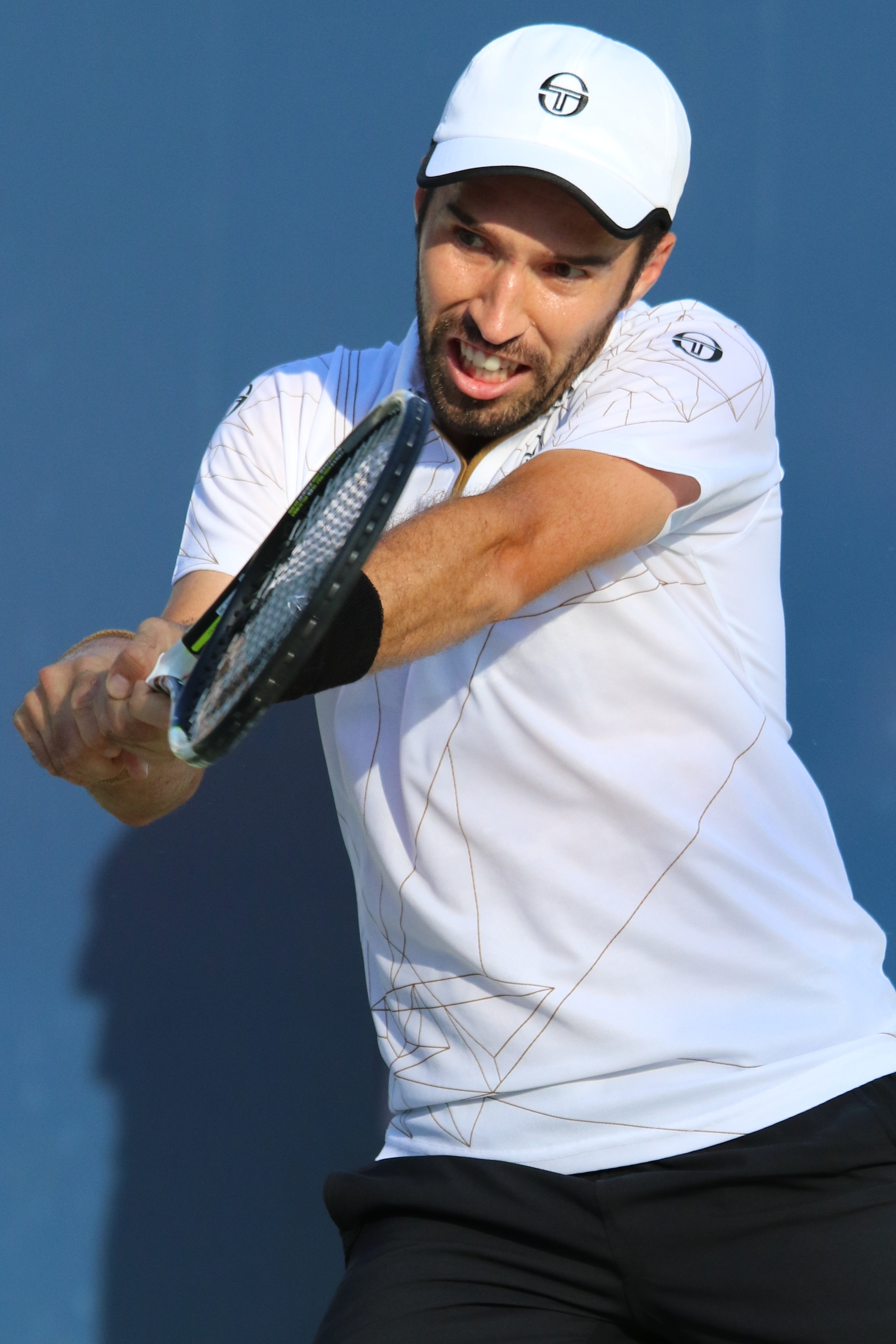
2016年全米オープンでのミハイル・ククシュキン

セルビアと対戦したデビスカップ2016ワールドグループ1回戦では、世界ランク1位のノバク・ジョコビッチに7-6(6), 6-7(3), 6-4, 3-6, 2-6のフルセットの末に惜敗した。年間最終ランキングは89位。

### 2019年 全仏ダブルスベスト8

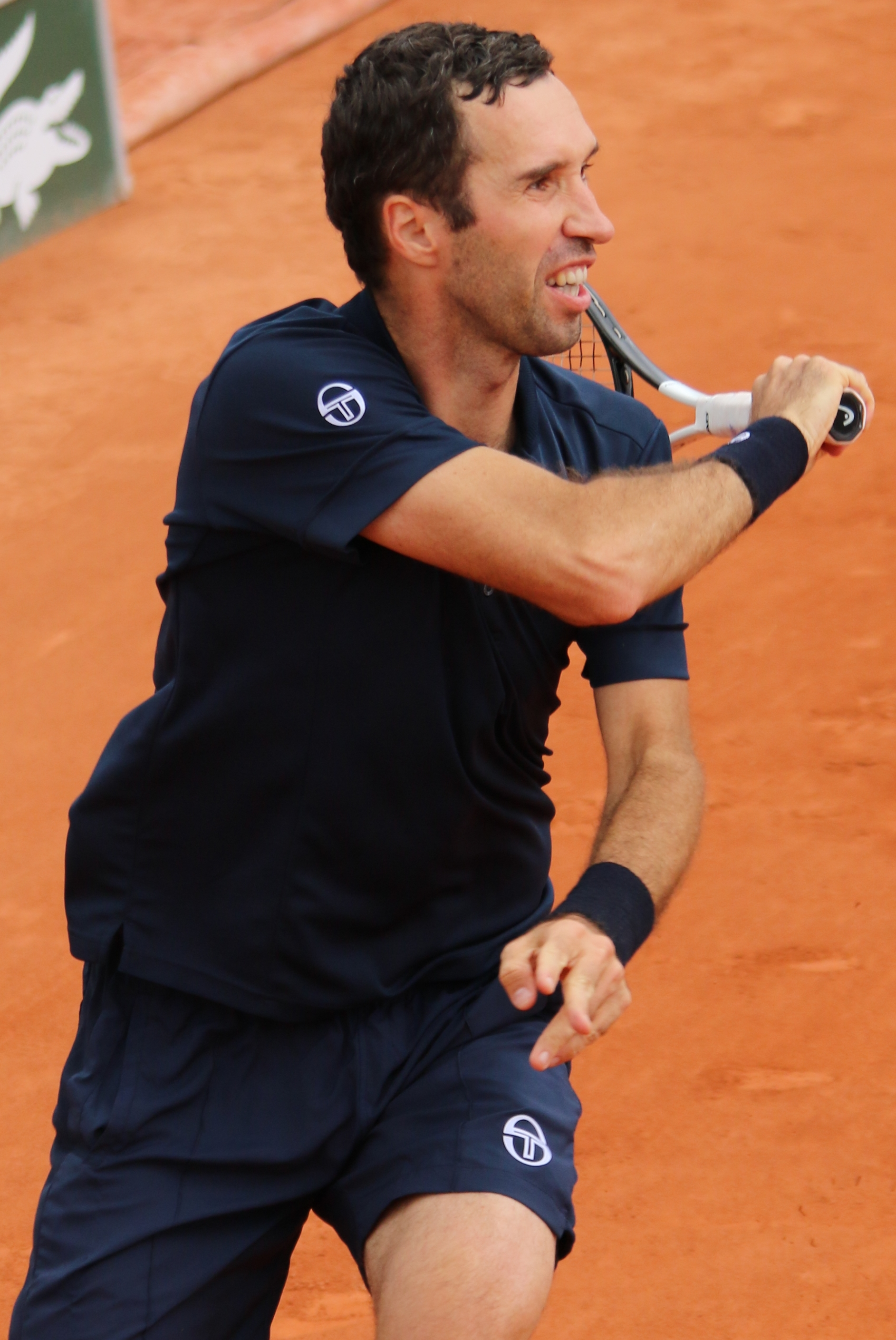
2019年全仏オープンでのミハイル・ククシュキン

2019年全仏オープン男子ダブルスではヨラン・フリーヘンと組んでベスト8進出を果たした。

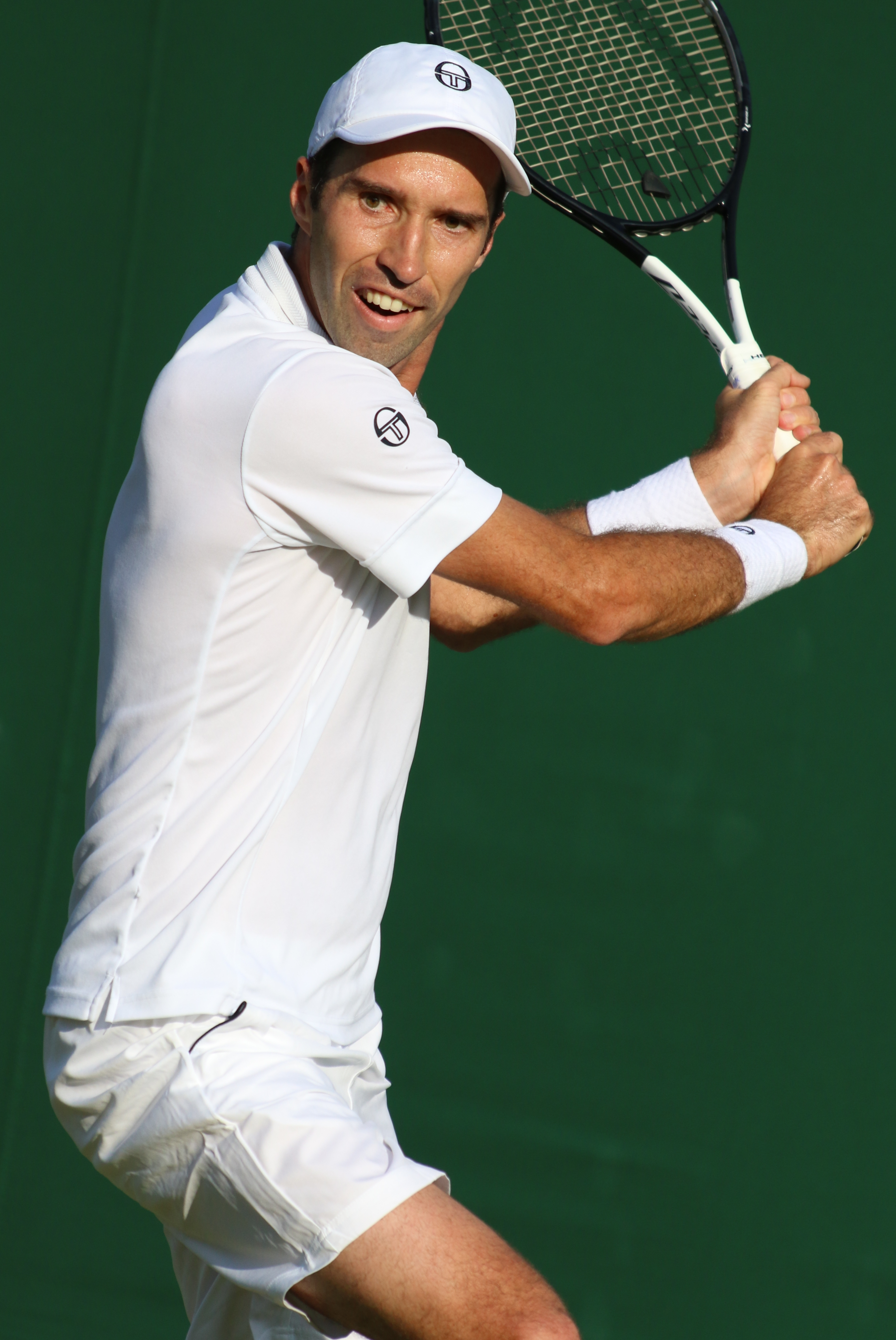
2019年ウィンブルドン選手権でのミハイル・ククシュキン

ウィンブルドン選手権では2回戦で第9シードのジョン・イズナーをフルセットで破るなど、グランドスラム自己最高タイの4回戦に進出した。4回戦では世界ランク7位の錦織圭に敗れた。全米オープンでは1回戦で世界ランク10位のロベルト・バウティスタ・アグートをフルセットで破った。年間最終ランキングは67位。

### 2020年 全豪ダブルスベスト4
2020年全豪オープン男子ダブルスでは自国の後輩のアレクサンダー・ブブリクと組んで、ベスト4進出を果たした。年間最終ランキングは89位。

## ATPツアー決勝進出結果

### シングルス: 4回 (1勝3敗)
| 大会グレード                            |
| グランドスラム (0-0)                    |
| ATPワールドツアー・ファイナル (0-0)     |
| ATPワールドツアー・マスターズ1000 (0-0) |
| ATPワールドツアー・500シリーズ (0-0)    |
| ATPワールドツアー・250シリーズ (1–3)    |

| サーフェス別タイトル |
| ハード (1–3)         |
| クレー (0-0)         |
| 芝 (0-0)             |
| カーペット (0-0)     |

| 結果   | No. | 決勝日         | 大会                 | サーフェス    | 対戦相手               | スコア        |
| ------ | --- | -------------- | -------------------- | ------------- | ---------------------- | ------------- |
| 優勝   | 1.  | 2010年10月31日 | サンクトペテルブルク | ハード (室内) | ミハイル・ユージニー   | 6–3, 7–6(2-7) |
| 準優勝 | 1.  | 2013年10月20日 | モスクワ             | ハード (室内) | リシャール・ガスケ     | 6–4, 4–6, 4–6 |
| 準優勝 | 2.  | 2015年1月17日  | シドニー             | ハード        | ビクトル・トロイツキ   | 2–6, 3–6      |
| 準優勝 | 3.  | 2019年2月24日  | マルセイユ           | ハード (室内) | ステファノス・チチパス | 5-7, 6-7(5-7) |

## 成績
略語の説明
| W | F | SF | QF | #R | RR | Q# | LQ | A | Z# | PO | G | S | B | NMS | P | NH |

W=優勝, F=準優勝, SF=ベスト4, QF=ベスト8, #R=#回戦敗退, RR=ラウンドロビン敗退, Q#=予選#回戦敗退, LQ=予選敗退, A=大会不参加, Z#=デビスカップ/BJKカップ地域ゾーン, PO=デビスカップ/BJKカッププレーオフ, G=オリンピック金メダル, S=オリンピック銀メダル, B=オリンピック銅メダル, NMS=マスターズシリーズから降格, P=開催延期, NH=開催なし.
| 大会           | 2009 | 2010 | 2011 | 2012 | 2013 | 2014 | 2015 | 2016 | 2017 | 2018 | 2019 | 2020 | 通算成績 |
| -------------- | ---- | ---- | ---- | ---- | ---- | ---- | ---- | ---- | ---- | ---- | ---- | ---- | -------- |
| 全豪オープン   | A    | A    | 1R   | 4R   | 1R   | 1R   | 1R   | 1R   | 1R   | 1R   | 1R   | 1R   | 3–10     |
| 全仏オープン   | LQ   | LQ   | 2R   | 2R   | LQ   | 2R   | 1R   | 1R   | 2R   | 1R   | 1R   |      | 4–8      |
| ウィンブルドン | A    | A    | 1R   | 1R   | A    | 3R   | 1R   | 2R   | 2R   | 2R   | 4R   | NH   | 8–8      |
| 全米オープン   | LQ   | 1R   | 2R   | 1R   | 3R   | 1R   | 3R   | 1R   | 3R   | 3R   | 2R   | 3R   | 12-11    |

### 大会最高成績
| 大会                 | 成績 | 年                     |
| -------------------- | ---- | ---------------------- |
| ツアーファイナルズ   | A    | 出場なし               |
| インディアンウェルズ | 3R   | 2014                   |
| マイアミ             | 3R   | 2016                   |
| モンテカルロ         | 3R   | 2012                   |
| マドリード           | 2R   | 2018                   |
| ローマ               | 2R   | 2014, 2016             |
| カナダ               | 2R   | 2012                   |
| シンシナティ         | 2R   | 2019                   |
| 上海                 | 3R   | 2014                   |
| パリ                 | 2R   | 2018                   |
| オリンピック         | 1R   | 2012                   |
| デビスカップ         | QF   | 2011, 2013, 2014, 2021 |